# Axel Farb
Axel Magnus Farb, född 3 december 1864 i Lommaryds församling i Jönköpings län, död 26 november 1960 i Rockford i Illinois i USA, var en svensk-amerikansk lantbrukare och träsnidare.
Han var son till arrendatorn Adolf Magnus Farb och Lovisa Catharina Sundberg och från 1887 gift med Anna Cecilia Pettersson. Farb utvandrade till Amerika 1883 och bosatte sig 1884 i Rockford i Illinois där han etablerade sig som jordbrukare. I 60-årsåldern drog han sig tillbaka från jordbruket och började skära gubbar i trä mestadels av typer och original han mött i den småländska hembygden. Han var under några decennier regelbundet representerad vid de årliga svensk-amerikanska konstutställningarna i Chicago. Hösten 1951 visades en separatutställning med hans arbeten i Rockford. Farb är representerad med ett dussintal träskulpturer vid Swedish Historical Society of Rockford.